# Sistema nervoso central

Um diagrama mostrando o SNC:
1. Cérebro
2. Sistema nervoso central
(encéfalo e medula espinhal)
3. Medula espinhal.

Em anatomia, chama-se sistema nervoso central (SNC), ou neuroeixo, ao conjunto do encéfalo e da medula espinhal dos vertebrados. Forma, junto com o sistema nervoso periférico, o sistema nervoso, e tem um papel fundamental no controle do corpo.
É no SNC que chegam as informações relacionadas aos sentidos (audição, visão, olfato, paladar e tato) e é dele que partem ordens destinadas aos músculos e glândulas.

## Anatomia comparada
A forma mais simples de sistema nervoso se encontra no filo dos celenterados, do qual fazem parte as hidras, as medusas e os pólipos. Esses animais possuem células nervosas distribuídas por todo o organismo, formando uma espécie de rede.
Nos vermes, que se encontram na base da árvore evolutiva dos Metazoa, a exemplo dos platelmintos e nematelmintos, o sistema nervoso ainda é simples se comparado aos de organismos mais derivados, mas já existe um certo grau de polarização, além de gânglios cerebroides e fibras nervosas longitudinais. O sistema nervoso central é constituído pelo encéfalo e medula espinal. A medula espinal comunica-se em diferentes órgãos do corpo e dos membros ao 31 pares de nervos raquidianos.
Os anelídeos possuem um sistema mais complexo que esses: sistema nervoso desses animais consta de um par de gânglios cerebroides unidos por um anel periesofágico aos gânglios metaméricos. Ocorrem também nervos laterais. Os artrópodes, quanto ao sistema nervoso, não diferem muito dos anelídeos a partir dos quais evoluíram.
No filo Molusca (moluscos), a estrutura nervosa é muito diferenciada e é ainda mais complexa na classe dos cefalópodes (lulas, polvos, náutilos, etc.). Nesses animais, os diferentes gânglios se fundem para constituir a massa cerebral, na qual se distingue uma parte encarregada da função visual e outra a qual compete regular o funcionamento das brânquias, das vísceras, etc..
Nos vertebrados, o sistema nervoso se divide em central (cérebro e medula espinhal) e periférico (nervos cranianos e raquidianos, além do sistema nervoso autônomo ou vegetativo). O encéfalo se divide em três regiões: o prosencéfalo, ou encéfalo anterior; o mesencéfalo, ou porção média; e o rombencéfalo, ou parte posterior. O segmento anterior pode dividir-se ainda em telencéfalo (integrado pelos lóbulos da olfação e os hemisférios cerebrais) e diencéfalo (do qual fazem parte o epitálamo, o tálamo e o hipotálamo). A seção intermediária contém os lóbulos ópticos; a posterior também diferencia-se em metencéfalo (do qual faz parte o cerebelo) e mielencéfalo (constituído pelo bulbo raquidiano, que se liga à medula espinhal).
A complexidade anatômica do encéfalo está relacionada com o enorme número de funções e processos sensitivos por ele regulados. Geralmente, observa-se nos peixes um menor grau de desenvolvimento do cérebro em benefício dos órgãos olfativos.
Uma principal diferença entre as diversas espécies e gêneros de animais que apresentam um sistema nervoso- qual quer que seja seu nível de complexidade -  é a densidade de neurônios no encéfalo e o volume das diferentes partes funcionais desse. Os primatas apresentam uma grande densidade de neurônios no seu sistema nervoso e um volume relativamente grande do cérebro. A quantidade de neurônios no encéfalo humano é de aproximadamente de 86 bilhões de neurônios, aproximadamente três vezes menos que um elefante, descoberta da cientista brasileira Suzana Herculano-Houzel e sua equipe.
A porção intrarraquidiana do sistema nervoso é a medula espinhal, a partir da qual surgem os pares de nervos raquidianos que inervam os diferentes músculos, glândulas e vísceras. Nos vertebrados quadrúpedes observam-se na medula as intumescências cervical e lombar, que correspondem à emergência de nervos que se destinam aos membros anteriores e posteriores. O sistema nervoso autônomo é uma unidade funcional complementar, constituída pelos sistemas simpático e parassimpático, dos quais depende o equilíbrio da vida orgânica. A função do sistema nervoso nos animais superiores é complementada pela ação do sistema endócrino, encarregado de regular a secreção hormonal.

### Sistema cérebro-espinhal do ser humano
No homem, a estrutura dos nervos é diferenciada em duas áreas. Uma delas corresponde ao sistema nervoso central, constituído pelo encéfalo e a medula espinhal, que se aloja no conduto crânio-raquidiano, protegido pelas meninges e pelas vértebras. A outra forma o sistema nervoso periférico, que consta de um conjunto de nervos distribuídos por todo o organismo. Parte do sistema periférico integra o sistema nervoso autônomo, ou vegetativo, que regula o funcionamento das vísceras e glândulas.
No sistema nervoso central, o encéfalo humano mantém a tripla divisão em prosencéfalo, mesencéfalo e rombencéfalo, característica da evolução embrionária dos vertebrados, embora organicamente se estabeleça preferencialmente a distinção entre cérebro, cerebelo, ponte de Varólio (ou protuberância), pedúnculos cerebrais e bulbo raquidiano (ou medula oblonga). O cérebro é o elemento principal, para o qual são dirigidos os impulsos recebidos pelo sistema nervoso. Na morfologia cerebral distingue-se uma primeira separação em dois grandes hemisférios cortados por uma linha profunda, a fissura sagital. Na superfície de cada um desses hemisférios existem dois outros cortes, a fissura de Sylvius, ou sulco lateral, e a de Rolando, ou sulco central. Ficam assim delimitados quatro lobos em cada bissecção: frontal, parietal, temporal e occipital.
A cavidade interna do cérebro é irrigada pelo líquido cefalorraquidiano, que flui também na medula espinhal e constitui um elemento de extrema importância no diagnóstico de muitas doenças e alterações metabólicas. De dentro para fora, distinguem-se a substância branca, formada pelos axônios recobertos de mielina, material lipoproteico que envolve as fibras e aumenta a velocidade de transmissão dos impulsos nervosos; e a substância cinzenta, que forma o envoltório ou córtex cerebral. A massa cerebral é recoberta por três membranas de proteção, as meninges, que separam o córtex dos ossos cranianos. São elas a pia-máter (mais interna), aracnoide (intermediária) e dura-máter (mais externa).
Na região póstero-inferior do cérebro, situa-se o cerebelo, órgão responsável pela coordenação motora formado por uma parte mediana, o verme, e dois lobos ou hemisférios. A ponte de Varólio, também denominada protuberância anular, liga o cérebro, o cerebelo e o bulbo, e está situada na parte inferior do encéfalo. Compõe-se de diferentes planos de fibras nervosas longitudinais e transversais. O bulbo faz a transição entre o encéfalo e a medula. Nele se entrecruzam as fibras nervosas que atingirão o cérebro, razão pela qual as funções reguladoras do lado direito do corpo são controladas pelo lobo cerebral esquerdo, e as correspondentes ao lado esquerdo, pelo lobo direito.
Do bulbo nasce a medula espinhal ou raquidiana, cordão nervoso cilíndrico que se prolonga pelo interior da coluna vertebral até o extremo do osso sacro. O cordão medular consta de um núcleo central de substância cinzenta, com característica disposição em forma de X, envolto numa massa cilíndrica de substância branca. A substância cinzenta se ramifica a partir da medula para formar as raízes dos nervos raquidianos. Ao longo de toda a sua extensão, a medula raquidiana é protegida externamente, como o encéfalo, pelas três meninges e, em seu canal interno, por uma membrana denominada epêndima.
Os nervos representam a unidade fisiológica fundamental do sistema nervoso periférico. Eles se originam nos dois componentes básicos do sistema nervoso central: o cérebro e a medula espinhal. Os 12 pares de nervos cranianos são os seguintes:
Par I: olfativo;
Par II: óptico;
Par III: óculo-motor;
Par IV: troclear;
Par V: trigêmeo;
Par VI: óculo-motor externo;
Par VII: facial;
Par VIII: vestíbulo-coclear;
Par IX: glossofaríngeo;
Par X: vago;
Par XI: acessório;
Par XII: hipoglosso.
Outros 31 pares formam o conjunto de nervos raquidianos, dos quais dependem a recepção de impulsos periféricos, sua transmissão aos centros fundamentais do sistema nervoso e o envio de sinais aos músculos.

### Sistema autônomo ou vegetativo
A regulação das funções dos órgãos internos, de forma involuntária e autônoma, é executada pelo sistema nervoso vegetativo, unidade fisiológica integrada por dois sistemas diferenciados, o simpático e o parassimpático, com atividades opostas. A motilidade intestinal, por exemplo, é estimulada por um nervo do sistema simpático e inibida por outro do sistema parassimpático. As unidades funcionais do sistema vegetativo são as fibras e os gânglios.
O sistema simpático é integrado por uma dupla cadeia de gânglios dispostos em ambos os lados da coluna vertebral. A condução dos impulsos nervosos às vísceras é feita por dois neurônios: o pré-ganglionar parte da medula e forma no gânglio uma sinapse com o neurônio pós-ganglionar, que prossegue para inervar um órgão periférico. O segundo componente do sistema nervoso autônomo é o parassimpático, formado pelas fibras nervosas autônomas que emergem do sistema nervoso pelos nervos cranianos e pelos segmentos sacrais. Embora seus componentes obedeçam ao padrão geral da via efetora autônoma formada de dois neurônios, o parassimpático se caracteriza por ter o gânglio muito próximo da víscera que inerva.

## Neuroanatomia
| Medula espinhal |                 |              | |
| Encéfalo        | Tronco cerebral | Rombencéfalo | Ponte, Bulbo raquidiano, Medulla oblongata                                                          |
| Encéfalo        | Tronco cerebral | Mesencéfalo  | Tectum, Pedúnculo cerebral, Pretectum, Ducto mesencefálico                                          |
| Encéfalo        | Prosencéfalo    | Diencéfalo   | Epitálamo, Tálamo, Hipotálamo, Subtálamo, Glândula pituitária, Glândula pineal, Terceiro ventrículo |
| Encéfalo        | Prosencéfalo    | Telencéfalo  | Rinencéfalo, Amígdala, Hipocampo, Neocórtex, Ventrículos laterais                                   |